# Rancho Nuevo, Vicente Guerrero
Rancho Nuevo är en ort i Mexiko.   Den ligger i kommunen Vicente Guerrero och delstaten Puebla, i den sydöstra delen av landet, 220 km öster om huvudstaden Mexico City. Rancho Nuevo ligger 2 670 meter över havet och antalet invånare är 1 395.
Terrängen runt Rancho Nuevo är huvudsakligen kuperad, men åt sydväst är den bergig. Runt Rancho Nuevo är det ganska tätbefolkat, med 83 invånare per kvadratkilometer. Närmaste större samhälle är Xoxocotla, 10,5 km nordost om Rancho Nuevo. I omgivningarna runt Rancho Nuevo växer i huvudsak blandskog.